# Hanna Granlund
Hanna Granlund, född 17 juli 1990 i Visby, är en svensk barn- och ungdomsboksillustratör samt författare.